# Bactrocera ampla
Bactrocera ampla är en tvåvingeart som först beskrevs av Drew 1971.  Bactrocera ampla ingår i släktet Bactrocera och familjen borrflugor. Inga underarter finns listade.